# Ninho
Ninho，本名William Nzobazola，1996年4月2日出生于隆瑞莫，是法国的一名男歌手。

## 生平
Ninho出生于法国中北部城市隆瑞莫，其父母均来自刚果民主共和国。Ninho在他12岁的时候就开始进行饶舌音乐创作，并于2013年自创混音带。2017年，Ninho发布了他的首张专辑《Comme prévu》，该专辑发布后两周就获得法国唱片出版业公会的“金牌”（disque d'or）认证。2023年，Ninho被选为EA Sports FC 24法语区的代言人之一。2024年，Ninho受邀参与了巴黎残奥会的闭幕式。

## 作品风格
Ninho的作品主题甚广，其代表作之一的《Mamacita》因直面家庭关系而获得了较多的受众，其发布后两周后观看量即超过两千万次。

## 专辑
- Ils sont pas au courant Vol.1（2013年，混音带）
- En attendant I.S.P.A.C. 2（2014年，混音带）
- I.S.P.A.C. 2（2016年，混音带）
- M.I.L.S（法语：M.I.L.S）（2016年，混音带）
- Comme prévu（法语：Comme prévu）（2017年）
- M.I.L.S 2.0（法语：M.I.L.S 2.0）（2018年，混音带）
- M.I.L.S 3.0（法语：M.I.L.S 3.0）（2020年，混音带）
- Destin（法语：Destin (album)）（2021年）
- JEFE（法语：Jefe）（2021年）
- NI（法语：NI (album de Ninho)）（2023年）

## 争议
2022年，Ninho曾被指控试图性侵一名年轻女性。